# Catherine Wheel
Catherine Wheel fue una banda de rock alternativo británica que estuvo activa desde 1990 hasta 2000, lanzó cinco álbumes, y experimentó niveles fluctuantes de éxito comercial. Su música inicial estaba asociada a la escena shoegazing, pero gradualmente evolucionó hacia un estilo más agresivo influenciado por el hard rock y el metal. En 1992, tras el lanzamienro su álbum debut Ferment, la banda comenzó a tener éxito y reconocimiento, y ya en 1993 con el lanzamiento de la canción «Crank» y su álbum Chrome alcanzó su mayor éxito. Con otros álbumes, como o Happy Days, que incluía la canción «Judy Staring at the Sun» con la  colaboración de Tanya Donelly; también logró cierto éxito. Los videoclips del grupo tuvieron una fuerte rotación en MTV y el grupo actuó varias veces en la cadena.

## Historia
La banda fue formada en 1990 en Great Yarmouth y Lowestoft, por el cantante y guitarrista Rob Dickinson (primo de Bruce Dickinson de Iron Maiden), el guitarrista Brian Futter, el bajista Dave Hawes y el baterista Neil Sims. Hawes había tocado previamente en una banda influenciada por Joy Division llamada Eternal.[cita requerida] Tomaron su apodo del fuego artificial conocido como rueda de Catalina,[cita requerida] que a su vez había tomado su nombre del dispositivo de tortura medieval homónimo,  para combinar la referencia a la banda Iron Maiden y a la doncella de hierro. El grupo fue incluido a veces en la escena shoegazing, caracterizada por bandas que hacían un uso extensivo de retroalimentación de guitarra y monótonos lavados de ruido, así como su interacción continua con una gran cantidad de pedales de efectos en el escenario.
A pride 1991 la banda grabó una sesión para John Peel a principios; lanzaron dos EPs de vinilo de 12" en Wilde Club Records,  llamados así por los conciertos semanales de Wilde Club organizados por Barry Newman en el Norwich Arts Centre. Firmaron con el sello Fontana Records después de ser cortejados tanto por Creation Records como por el sello Opal Records dirigido por Brian Eno. Su álbum debut de 1992, Ferment, causó una impresión inmediata en la prensa musical, destacando el tema «Black Metallic», así como «I Want to Touch You». El álbum presenta versiones regrabadas de algunos de los EPs publicados por Wilde Club. «Black Metallic» fue incluida en la película S. Darko.
En 1993 lanzaron Chrome, con un sonido más agresivo y producido por Gil Norton, álbum con el que la banda comenzó a desprenderse de su etiqueta original de shoegazing, aunque todavía hacía uso de la atmósfera, como en la canción «Fripp».  En una entrevista de 2007, Rob Dickinson afirmó que los miembros de Death Cab for Cutie e Interpol le dijeron que sin este álbum, sus bandas «no existirían». 
Con Happy Days de 1995 se adentraron más en el metal hard rock, lo que alejó a una parte de su base de fans, al mismo tiempo que aumentaba su exposición en Estados Unidos durante la era post-grunge; ya que en aquel momento era el britpop, estilo de música más suave,  el que se estaba imponiendo en el Reino Unido, lo que provocó que el grupo siguiera teniendo mayor éxito en el extranjero que en su país. 
Al año siguiente editaron una colección de caras B y temas descartados, que abarcaba sus cinco años anteriores, titulada Like Cats and Dogs, revelando su lado más tranquilo y contemplativo. Esto se trasladó al álbum de 1997 Adam and Eve, donde la banda redujo la fuerza de su sonido de Happy Days, con una interpretación limpia en algunas canciones que presentaban un uso extensivo de teclados y guitarras acústicas. Añadieron además canciones como «Satellite» y «Here Comes the Fat Controller», que eran exuberantes y de alcance orquestal.
En 2000, el grupo resurgió con un nuevo sello discográfico, un nuevo bajista (Ben Ellis); un nombre modificado (The Catherine Wheel); y un nuevo álbum, Wishville. Después de críticas variadas, problemas con las compañías discográficas  y ventas mediocres, la banda hizo una pausa.[cita requerida]  En enero de 2022, comenzó a actualizar una nueva cuenta de Instagram,  lo que sugería que la banda se había reformado de alguna manera.
En marzo de 2010, fue relanzado Ferment, conteniendo pistas adicionales y extensas notas de portada.

## Proyectos paralelos
Futter y Sims tienen un proyecto llamado 50 ft Monster. Ellis estuvo en una banda llamada Serafin y luego tocó con Iggy Pop.
Después de trabajar y tocar en vivo con Tracy Bonham durante varios años, en 2005 Dickinson lanzó un álbum en solitario llamado Fresh Wine for the Horses. En 2009 se retiró de la grabación y fundó una empresa de restauración de vehículos Porsche llamada Singer Vehicle Design.

## Miembros
Última formación
- Rob Dickinson – voz principal y guitarra (1990-2000)
- Brian Futter – guitarras, coros (1990–2000)
- Ben Ellis – bajo (1999–2000)
- Neil Sims – batería, percusión, coros (1990–2000)

Miembros anteriores
- Dave Hawes – bajo (1990–1999)

## Discografía
Álbumes de estudio
- Ferment (1992) – No. 36 Reino Unido
- Chrome (1993) – No. 58 Reino Unido
- Happy Days (1995) – No. 163 Estados Unidos, No. 41 Canadá
- Adam y Eve (1997) – No. 53 Reino Unido, No. 178 Estados Unidos, No. 75 Canadá
- Wishville (2000) [7] – No. 30 Canadá

EPs
- She's My friend (1991)
- Painful Thing (1991) – No. 5.º puesto en la lista de éxitos indie del Reino Unido
- The Norfolk Remasters - She's My friend (2023)

Álbumes recopilatorios
- Like Cats and Dogs (1996) – No. 36 Heatseekers (EE. UU.), n.º 45 Canadá

Sencillos
| Año  | Título                    | Posición máxima | Posición máxima | Posición máxima | Posición máxima | Álbum              |
| Año  | Título                    | UK              | Canada Alt      | US Alt          | US Rock         | Álbum              |
| ---- | ------------------------- | --------------- | --------------- | --------------- | --------------- | ------------------ |
| 1991 | «Black Metallic»          | 68              | –               | 9               | –               | Ferment            |
| 1992 | «Balloon»                 | 59              | –               | –               | –               | Non-album single   |
| 1992 | «I Want to Touch You»     | 35              | –               | 20              | –               | Ferment            |
| 1992 | «30 Century Man»          | 47              | –               | –               | –               | Non-album single   |
| 1993 | «Crank»                   | 66              | –               | 5               | –               | Chrome             |
| 1993 | «Show Me Mary»            | 62              | –               | –               | –               | Chrome             |
| 1995 | «Waydown»                 | 67              | 5               | 15              | 24              | Happy Days         |
| 1995 | «Judy Staring at the Sun» | –               | 10              | 22              | –               | Happy Days         |
| 1996 | «Heal 2»                  | –               | 18              | –               | –               | Like Cats and Dogs |
| 1997 | «Delicious»               | 53              | 12              | –               | –               | Adam and Eve       |
| 1998 | «Ma Solituda»             | 53              | –               | –               | –               | Adam and Eve       |
| 1998 | «Broken Nose»             | 48              | –               | –               | –               | Adam and Eve       |
| 2000 | "Sparks Are Gonna Fly"    | –               | –               | 37              | –               | Wishville          |

| Año  | Canción                            | Director         | Notas |
| ---- | ---------------------------------- | ---------------- | --- |
| 1992 | «Black Metallic»                   | Barry Magurie    | Versión de 7" |
| 1992 | «I Want To Touch You»              | Miles Aldridge   | Remezcla de Tim Palmer |
| 1993 | «Crank»                            | Geoff Everson    | Dos versiones: hacia el final de la versión original, Rob está girando en una rueda con púas mientras que la versión censurada corta planos de Brian y Dave. |
| 1993 | «Show Me Mary»                     | Melodie McDaniel | Remezcla de Scott Litt |
| 1994 | «The Nude»                         | Elizabeth Baily  | Remezcla de Scott Litt |
| 1995 | «Waydown»                          | Mark Pellington  | |
| 1995 | «Eat My Dust You Insensitive Fuck» | Esteban Dorff    | Versión LP; protagonizada por Summer Phoenix |
| 1995 | «Judy Staring at The Sun»          | Nick Egan        | con Tanya Donelly ; MTV editó las palabras «smacked» y «vein»                                                                                                |
| 1997 | «Delicious»                        | Mark Adcock      | |
| 1998 | «Ma Solituda»                      | Karen Lamond     | |
| 2000 | «Sparks Are Gonna Fly»             | Decano Karr      | |